# Мальцево (Тугулимський міський округ)
Ма́льцево (рос. Мальцево) — село у складі Тугулимського міського округу Свердловської області.
Населення — 175 осіб (2010, 212 у 2002).
Національний склад станом на 2002 рік: росіяни — 92 %.